# تام هانتینگ
تام هانتینگ (انگلیسی: Tom Hunting؛ زادهٔ ۱۰ آوریل ۱۹۶۵) طبل‌زن اهل ایالات متحده آمریکا است. وی از سال ۱۹۷۹ میلادی تاکنون مشغول فعالیت بوده است.